# Aloe dinteri
Aloe dinteri là một loài thực vật thuộc họ Lan nhật quang. Đây là loài đặc hữu của nước Namibia. Môi trường sống tự nhiên của chúng là vùng cây bụi khô khu vực nhiệt đới hoặc cận nhiệt đới; đồng cỏ khô nhiệt đới hoặc cận nhiệt đới; vùng đất thấp, và vùng nhiều đá.